# Idioma yuruna
El idioma yuruna (portugués jurúna) es una lengua indígena de la familia tupí hablada el parque Xingú situado en norte del estado brasileño de Mato Grosso. En 2001, se contabilizaron 279 hablantes de la lengua.